# Rafelguaraf
Rafelguaraf es un municipio de la Comunidad Valenciana, España. Perteneciente a la provincia de Valencia, en la comarca de la Ribera Alta.
Rafelguaraf procede del árabe Rah al-Gurab que significa "finca de Gurab" (nombre propio). Y según Cavanilles, el término árabe Raal (o Rahal) significa ribera de un río, por lo que también podría traducirse por vega o terraza aluvial.

## Geografía
Situado entre el río Albaida y la Serra de les Agulles. El relieve está accidentado por sus partes sur y este, en donde se levantan los altos de Pérez, los cerros de la Peña Roja y Barchilla y otros de menor importancia como los de Benigame y el Collado.
Los principales accidentes hidrográficos son el barranco del Pueblo y el de Matilde, así como otros menores llamados de la Mina y Cabot.
Las zonas norte y oeste, más próximas al río Albaida, cuyas aguas se aprovechan para el riego, presentan pocas elevaciones y son las dedicadas a cultivos.
El clima es mediterráneo.
Desde Valencia, se accede a esta localidad a través de la A-7 para enlazar con la CV-564 y CV-576.

### Barrios y pedanías
En el término municipal de Rafelguaraf se encuentran también los siguientes núcleos de población:
- Berfull
- Riu-Rau
- Tossalnou

### Localidades limítrofes
El término municipal de Rafelguaraf limita con las siguientes localidades:
Barcheta, Carcagente, Énova, Játiva, Puebla Larga y Simat de Valldigna, todas ellas de la provincia de Valencia.

## Historia
De su pasado histórico se conservan pocos datos. Se sabe que en sus cercanías se produjo un enfrentamiento armado entre los agermanados de Játiva, dirigidos por Jorge Pérez Delgado de Molina, y las tropas del virrey de Valencia. Fue señorío del conde de Cirat, quien levantó en el siglo XVI una casa solariega en dicho lugar.

## Demografía
Rafelguaraf cuenta con una población de 2350 habitantes (INE 2024).
| Gráfica de evolución demográfica de Rafelguaraf entre 1842 y 2021 |
| |
| Población de derecho según los censos de población del INE Población de hecho según los censos de población del INEEn 1857 crece el término del municipio porque incorpora a Befull En 1877 crece el término del municipio porque incorpora a Tosalnou |

## Economía
En la zona cultivada predomina el regadío con naranjas, maíz, hortalizas y hasta fechas recientes el arroz. En secano sólo merece destacar los olivos.
La ganadería es poco importante.
El sector industrial se limita a la confección de objetos de mimbre e hilados, pero en tan pequeñas proporciones que resultan insuficientes para acaparar toda la mano de obra disponible, registrado cierta emigración hacia otras zonas industriales.

## Administración y política
| Periodo   | Nombre                                      | Partido                   |
| --------- | ------------------------------------------- | ------------------------- |
| 1979-1983 | Federico Merin Fayos                        | UCD                       |
| 1983-1987 | Julio Fuster Navarro Carlos Merin García    | PSPV-PSOE CDS             |
| 1987-1991 | Carlos Merin García                         | CDS                       |
| 1991-1995 | Rafael Copovi Català                        | PSPV-PSOE                 |
| 1995-1999 | Emilio Domènech Copovi Federico Tormo Vidal | UV (Pacto de gobierno) PP |
| 1999-2003 | Federico Tormo Vidal                        | PP                        |
| 2003-2007 | Federico Tormo Vidal                        | PP                        |
| 2007-2011 | Federico Tormo Vidal                        | PP                        |
| 2011-2015 | Edelmiro Navarro Fogues                     | PSPV-PSOE                 |
| 2015-2019 | Rafaela Aliaga Sendra                       | PSPV-PSOE                 |
| 2019-2023 | Rafaela Aliaga Sendra                       | PSPV-PSOE                 |
| 2023-act. | Rafaela Aliaga Sendra                       | PSPV-PSOE                 |

## Escudo

### Fundamentos
Las armas reales del Reino de Valencia, con un elemento parlante del nombre de la población y un símbolo de su producción.

### Descripción
Escudo cortado y medio partido; primero, de oro los cuatro palos gules; segundo, de sinople una alquería árabe de plata aclarada de azur; tercero, de plata un naranjo de sinople frutado de oro. Al timbre, corona real cerrada.

### Aprobación
Orden de 16 de junio de 1987, de la Consejería de Administración Pública. (DOGV núm. 642 de 4 de agosto de 1987 - BOE núm. 205 de 27 de agosto de 1987).

## Patrimonio
- Recinto amurallado de Berfull

## Fiestas locales
- Fiestas Patronales. Celebra sus fiestas patronales en julio y en la primera semana de agosto.